# Calophlebia interposita
Calophlebia interposita är en trollsländeart som beskrevs av Friedrich Ris 1909. Calophlebia interposita ingår i släktet Calophlebia och familjen segeltrollsländor. IUCN kategoriserar arten globalt som otillräckligt studerad. Inga underarter finns listade i Catalogue of Life.